# William Finley
William Finley (Filadelfia, 20 settembre 1940 – New York, 14 aprile 2012) è stato un attore statunitense.
Esordì nel 1973 con Le due sorelle, diretto da Brian De Palma. L'anno dopo ebbe il ruolo del protagonista nel nuovo film di De Palma: Il fantasma del palcoscenico, con Paul Williams e Jessica Harper. Alcuni anni dopo, Finley recitò una piccola parte ne Il tunnel dell'orrore di Tobe Hooper.
Dopo essersi ritirato dall'attività cinematografica (a parte un breve cameo nel film di De Palma Black Dahlia), negli ultimi anni visse a New York con la moglie e i figli. Morì all'età di 71 anni il 14 aprile 2012 per un'infiammazione al colon.

## Filmografia
- Murder à la Mod, regia di Brian De Palma (1968)
- Oggi sposi (The Wedding Party), regia di Brian De Palma, Wilford Leach e Cynthia Munroe (1969)
- Dionisio nel '69 (Dionysus), regia di Brian De Palma e Richard Schechner (1970)
- Le due sorelle (Sisters), regia di Brian De Palma (1973)
- Il fantasma del palcoscenico (Phantom of the Paradise), regia di Brian De Palma (1974)
- Fury (The Fury), regia di Brian De Palma (1977)
- Quel motel vicino alla palude (Eaten Alive), regia di Tobe Hooper (1977)
- Il tunnel dell'orrore (The Funhous), regia di Tobe Hooper (1981)
- Terrore in città (Silent Rage), regia di Michael Miller (1982)
- Black Dahlia (The Black Dahlia), regia di Brian De Palma (2006) - cameo

## Doppiatori italiani
- Manlio De Angelis in Il fantasma del palcoscenico
- Cesare Barbetti in Fury